# Ernesto de Freitas Crissiuma
Ernesto de Freitas Crissiuma (Barra Mansa, 23 de agosto de 1852 – Paris, França, 11 de outubro de 1920) foi um médico brasileiro.
Foi eleito membro da Academia Nacional de Medicina em 1885, ocupando a Cadeira 36, que tem Firmino von Doellinger da Graça como patrono.